# Hilcorp
Hilcorp ist ein US-amerikanisches Unternehmen auf dem Gebiet der Exploration und der Erdöl- und Erdgasförderung. Das 1989 gegründete Unternehmen ist nach eigenen Angaben die größte unabhängige und nicht-börsennotierte Explorations- und Fördergesellschaft der Vereinigten Staaten.
Hilcorp fördert in mehreren Bundesstaaten der USA Öl und Gas. Zu diesen zählen Alaska, Louisiana, Pennsylvania, Ohio, Texas und Wyoming. Weiterhin ist das Unternehmen im San Juan Basin aktiv, einem Fördergebiet, das sich über die vier Bundesstaaten Arizona, Colorado, New Mexico und Utah erstreckt. Die Operationen Hilcorps beschränken sich hier vornehmlich auf New Mexico. Das Unternehmen ist der größte Gasförderer Alaskas und der größte Ölproduzent in Louisiana. In Texas ist Hilcorp der achtgrößte Gasförderer.
Im August 2019 wurde bekannt, dass der Mineralölkonzern BP sein gesamtes Geschäft im US-Bundesstaat Alaska für umgerechnet rund 5,1 Milliarden Euro an die Hilcorp Alaska LLC mit Sitz in Anchorage veräußern werde. BP beschäftigte in Alaska zuletzt rund 1600 Mitarbeiter. In die Verkaufsmasse fallen unter anderem der 26-prozentige Anteil BPs am Prudhoe-Bay-Ölfeld und die BP-Anteile an der Trans-Alaska-Pipeline.